# Barratt Developments
Barratt Developments plc er en britisk udvikler af boligejendomme. Den blev etableret i 1958 som Greensitt Bros., men virksomheden blev senere fortsat af Sir Lawrie Barratt. Den var oprindeligt baseret i Newcastle upon Tyne men er i dag lokaliseret i Coalville, Leicestershire. Virksomheden blev børsnoteret på London Stock Exchange i 1968.